# Idiasta madagascariensis
Idiasta madagascariensis är en stekelart som beskrevs av Granger 1949. Idiasta madagascariensis ingår i släktet Idiasta och familjen bracksteklar. Inga underarter finns listade i Catalogue of Life.